# Germà de Patres

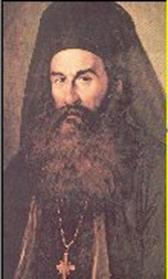
Germà de Patres

Germà de Patres, bisbe ortodox de Patres (en grec: Παλαιών Πατρών Γερμανός) conegut com a Georges Gotzias (25 de març de 1771 - 30 de maig de 1826) va ser un Metropolità de Patres a Grècia, l'antiga Patres Peloponès –d'aquí el nom en grec del bisbe– per a distingirla de la nova Patres Ftiòtida a la vora de Làmia. Va néixer a Dimitsana en Arcàdia al Peloponès.

## Revolució grega
. Theodoros Vryzakis, 1865]]

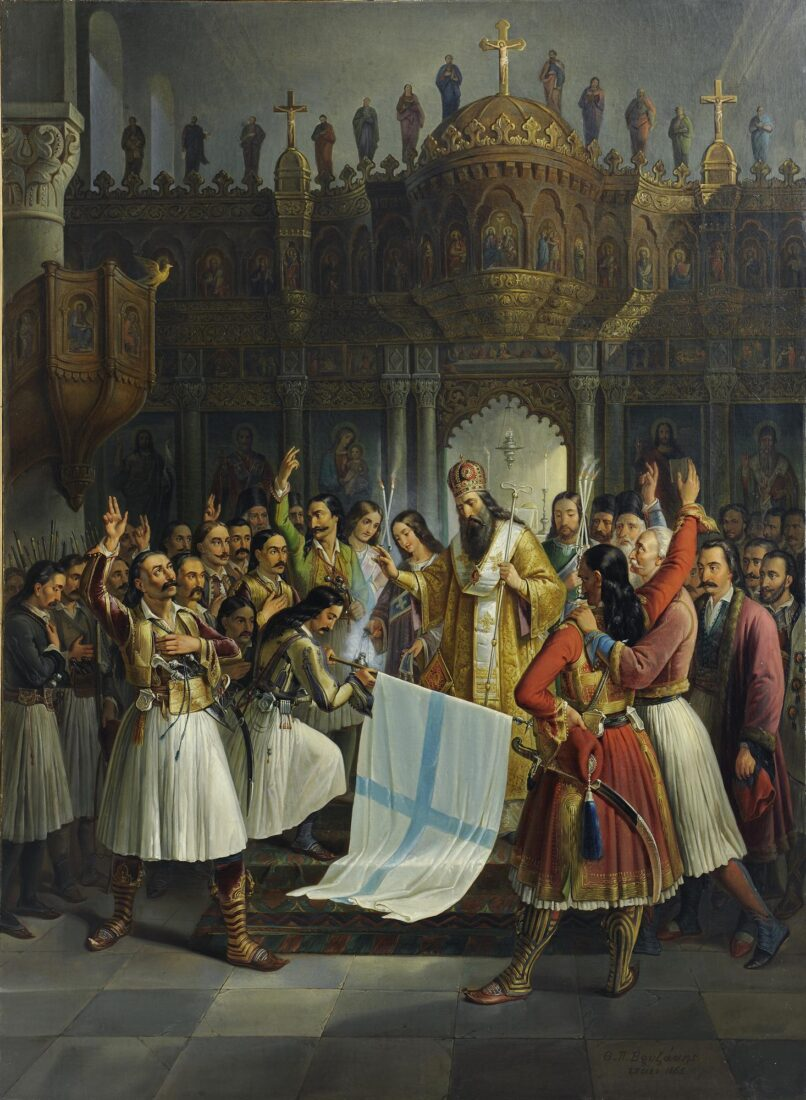
Germà beneint la bandera grega al [monestir de la Santa Laura

És famós per ser, segons la tradició, el que va beneir la bandera de la llibertat el 25 de març de 1821, al monestir de la Santa Laura, a la vora de Kalàvrita, donant el senyal per a la insurrecció de la guerra d'independència grega. El text complet de la seva exhortació patriòtica als insurrectes es va reproduir al diari francès Le Constitucional, de data 6 de juny de 1821.
Després d'una estada a l'Europa occidental, va tornar a Grècia el 1824. L'abril del 1826, va ser nomenat president d'una de les dues comissions governamentals creades durant la Tercera Assemblea Nacional Grega, però va morir per malaltia unes setmanes més tard a Nàuplia.
Un monument en el seu honor es troba{a l'esplanada de la Universitat d'Atenes.